# Liste der Landtagswahlkreise in Nordrhein-Westfalen 1975–1980
Die Liste der Landtagswahlkreise in Nordrhein-Westfalen 1975 enthält alle Wahlkreise zu den Wahlen des achten Landtags des Landes Nordrhein-Westfalen.
Mit der Landtagswahl 1975 wurde der Zuschnitt der Wahlkreise erstmals kommunalen Neugliederungen angepasst, allerdings nur an einigen Stellen. So konnten beispielsweise das Aachen-Gesetz, das Bielefeld-Gesetz, das Bonn-Gesetz, das Detmold-Gesetz, das Lemgo-Gesetz sowie die Neugründungen der Kreise Lüdenscheid und Siegen berücksichtigt werden, die große Kommunalreform von 1975 jedoch nicht.
Wahlkreise, deren Zuschnitt und/oder Name sich gegenüber der letzten Landtagswahl geändert hat, sind hier mit einem Sternchen (*) aufgeführt.

## Wahlkreiseinteilung
| Nr.                         | Wahlkreis                           | Gebiet |
| --------------------------- | ----------------------------------- | --- |
| Regierungsbezirk Köln       |                                     | |
| 1                           | Aachen-Stadt I                      | Kreisfreie Stadt Aachen (nordwestl. Teil) |
| 2                           | Aachen-Stadt II                     | Kreisfreie Stadt Aachen (südöstl. Teil) |
| 3                           | Aachen-Land I                       | vom alten Kreis Aachen: Alsdorf, Bardenberg, Broichweiden, Herzogenrath, Hoengen, Kinzweiler, Kohlscheid, Laurensberg, Merkstein, Richterich, Würselen                                                                                              |
| 4                           | Aachen-Land II                      | vom alten Kreis Aachen: Brand, Eilendorf, Eschweiler, Gressenich, Haaren, Kornelimünster, Stolberg, Walheim |
| 5*                          | Heinsberg I                         | Kreis Heinsberg (südlicher Teil, ehemaliger Selfkantkreis Geilenkirchen-Heinsberg) |
| 6*                          | Heinsberg II                        | Kreis Heinsberg (nördlicher Teil, ehemaliger Kreis Erkelenz) |
| 7*                          | Düren I                             | Kreis Düren (nördlicher Teil, ehemaliger Kreis Jülich) |
| 8*                          | Düren II                            | Kreis Düren (südlicher Teil, alter Kreis Düren) |
| 9*                          | Euskirchen I                        | alter Kreis Euskirchen |
| 10*                         | Euskirchen II                       | ehemaliger Kreis Monschau, ehemaliger Kreis Schleiden |
| 11                          | Bergheim                            | ehemaliger Kreis Bergheim (Erft) |
| 12*                         | Köln-Land I                         | vom ehemaligen Kreis Köln: Brauweiler, Frechen, Hürth (nördlicher Teil), Lövenich, Longerich, Pulheim, Sinnersdorf, Stommeln |
| 13*                         | Köln-Land II                        | vom ehemaligen Kreis Köln: Brühl, Hürth (südlicher Teil), Rodenkirchen und Wesseling |
| 14                          | Köln-Stadt I                        | Teile von Köln (Innenstadt) |
| 15                          | Köln-Stadt II                       | Teile von Köln (linksrheinisch) |
| 16                          | Köln-Stadt III                      | Teile von Köln (linksrheinisch) |
| 17                          | Köln-Stadt IV                       | Teile von Köln (linksrheinisch) |
| 18                          | Köln-Stadt V                        | Teile von Köln (linksrheinisch) |
| 19                          | Köln-Stadt VI                       | Teile von Köln (rechtsrheinisch) |
| 20                          | Köln-Stadt VII                      | Teile von Köln (rechtsrheinisch) |
| 21*                         | Bonn-Stadt I                        | von der kreisfreien Stadt Bonn die Stadtbezirke Beuel, Bad Godesberg und Hardtberg sowie das Gebiet der ehemaligen Gemeinde Röttgen |
| 22*                         | Bonn-Stadt II                       | von der kreisfreien Stadt Bonn der Stadtbezirk Bonn ohne Röttgen |
| 23*                         | Rhein-Sieg-Kreis I                  | vom Rhein-Sieg-Kreis: Alfter, Bornheim, Meckenheim, Niederkassel, Rheinbach, Swisttal und Wachtberg |
| 24*                         | Rhein-Sieg-Kreis II                 | vom Rhein-Sieg-Kreis: Bad Honnef, Königswinter, Sankt Augustin und Troisdorf |
| 25*                         | Rhein-Sieg-Kreis III                | vom Rhein-Sieg-Kreis: Eitorf, Hennef (Sieg), Lohmar, Much, Neunkirchen-Seelscheid, Ruppichteroth, Siegburg und Windeck |
| 26*                         | Oberbergischer Kreis                | alter Oberbergischer Kreis ohne Gimborn |
| 27*                         | Rheinisch-Bergischer Kreis I        | vom alten Rheinisch-Bergischen Kreis: Bensberg, Porz am Rhein und Rösrath |
| 28*                         | Rheinisch-Bergischer Kreis II       | vom alten Rheinisch-Bergischen Kreis: Bergisch Gladbach, Klüppelberg, Lindlar, Odenthal, Overath, Wipperfürth sowie die Ämter Engelskirchen und Kürten, vom Oberbergischen Kreis die Gemeinde Gimborn                                               |
| Regierungsbezirk Düsseldorf |                                     | |
| 29*                         | Grevenbroich I                      | vom ehemaligen Kreis Grevenbroich: Büttgen, Holzheim, Kaarst, Kleinenbroich, Meerbusch, Neukirchen, Zons, Ämter Glehn, Hemmerden, Korschenbroich, Norf                                                                                              |
| 30*                         | Grevenbroich II                     | vom ehemaligen Kreis Grevenbroich: Bedburdyck, Dormagen, Frimmersdorf, Garzweiler, Grevenbroich, Gustorf, Hochneukirch, Jüchen, Neurath, Rommerskirchen, Wevelinghoven, Wickrath, Ämter Evinghoven, Nettesheim, Nievenheim                          |
| 31                          | Neuss                               | ehemals kreisfreie Stadt Neuss |
| 32                          | Rheydt                              | ehemals kreisfreie Stadt Rheydt |
| 33                          | Mönchengladbach I                   | Teile von Mönchengladbach |
| 34                          | Mönchengladbach II – Viersen        | Teile von Mönchengladbach, ehemals kreisfreie Stadt Viersen |
| 35                          | Kempen I                            | vom ehemaligen Kreis Kempen-Krefeld: Brüggen, Grefrath, Nettetal, Schwalmtal, von der Stadt Viersen die Stadtteile Boisheim, Dülken und Süchteln |
| 36*                         | Kempen II                           | vom ehemaligen Kreis Kempen-Krefeld: Kempen, Tönisvorst und Willich |
| 37                          | Krefeld I                           | Kreisfreie Stadt Krefeld (nordwestl. Teil) |
| 38                          | Krefeld II                          | Kreisfreie Stadt Krefeld (südöstl. Teil) |
| 39                          | Geldern                             | Kreis Geldern |
| 40                          | Kleve                               | alter Kreis Kleve |
| 41                          | Moers I                             | vom ehemaligen Kreis Moers: Kamp-Lintfort, Kapellen, Moers, Neukirchen-Vluyn, Rheurdt, Rumeln-Kaldenhausen |
| 42                          | Moers II                            | vom ehemaligen Kreis Moers: Homberg und Rheinhausen |
| 43                          | Moers III                           | vom ehemaligen Kreis Moers: Alpen, Borth, Budberg, Büderich, Marienbaum, Orsoy, Rheinberg, Rheinkamp, Sonsbeck, Wardt, Xanten |
| 44*                         | Düsseldorf I                        | Teile von Düsseldorf |
| 45*                         | Düsseldorf II                       | Teile von Düsseldorf |
| 46*                         | Düsseldorf III                      | Teile von Düsseldorf |
| 47*                         | Düsseldorf IV                       | Teile von Düsseldorf |
| 48*                         | Düsseldorf V                        | Teile von Düsseldorf |
| 49*                         | Düsseldorf VI                       | Teile von Düsseldorf |
| 50                          | Leverkusen                          | Kreisfreie Stadt Leverkusen (altes Stadtgebiet) |
| 51                          | Rhein-Wupper-Kreis I                | vom ehemaligen Rhein-Wupper-Kreis: Langenfeld, Monheim am Rhein und Opladen |
| 52                          | Rhein-Wupper-Kreis II               | vom ehemaligen Rhein-Wupper-Kreis: Bergisch Neukirchen, Burg an der Wupper, Burscheid, Hückeswagen, Leichlingen, Radevormwald, Witzhelden und das Amt Wermelskirchen                                                                                |
| 53                          | Remscheid                           | Kreisfreie Stadt Remscheid |
| 54                          | Solingen I                          | Solingen (südöstl. Teil) |
| 55                          | Solingen II                         | Solingen (nordwestl. Teil) |
| 56                          | Wuppertal I                         | Teile von Wuppertal |
| 57                          | Wuppertal II                        | Teile von Wuppertal |
| 58                          | Wuppertal III                       | Teile von Wuppertal |
| 59                          | Wuppertal IV                        | Teile von Wuppertal |
| 60                          | Düsseldorf-Mettmann I               | vom ehemaligen Kreis Düsseldorf-Mettmann: Erkrath, Haan, Hilden, Mettmann und das Amt Gruiten |
| 61                          | Düsseldorf-Mettmann II              | vom ehemaligen Kreis Düsseldorf-Mettmann: Heiligenhaus, Langenberg, Neviges und Velbert |
| 62                          | Düsseldorf-Mettmann III             | vom ehemaligen Kreis Düsseldorf-Mettmann: Kettwig, Ratingen, Wülfrath sowie die Ämter Angerland und Hubbelrath |
| 63                          | Essen I                             | Teile von Essen |
| 64                          | Essen II                            | Teile von Essen |
| 65                          | Essen III                           | Teile von Essen |
| 66                          | Essen IV                            | Teile von Essen |
| 67                          | Essen V                             | Teile von Essen |
| 68                          | Essen VI                            | Teile von Essen |
| 69                          | Essen VII                           | Teile von Essen |
| 70                          | Mülheim I                           | Mülheim (Ruhr) (südl. Teil) |
| 71                          | Mülheim II                          | Mülheim (Ruhr) (nördl. Teil) |
| 72*                         | Duisburg I                          | Teile von Duisburg |
| 73*                         | Duisburg II                         | Teile von Duisburg |
| 74*                         | Duisburg III                        | Teile von Duisburg |
| 75*                         | Duisburg IV                         | Teile von Duisburg |
| 76*                         | Duisburg V                          | Teile von Duisburg |
| 77                          | Oberhausen I                        | Kreisfreie Stadt Oberhausen (südl. Teil) |
| 78                          | Oberhausen II                       | Kreisfreie Stadt Oberhausen (nördl. Teil) |
| 79                          | Dinslaken                           | ehemaliger Kreis Dinslaken |
| 80                          | Rees                                | ehemaliger Kreis Rees |
| Regierungsbezirk Münster    |                                     | |
| 81                          | Borken – Bocholt                    | alter Kreis Borken, ehemals kreisfreie Stadt Bocholt |
| 82                          | Ahaus                               | ehemaliger Kreis Ahaus |
| 83                          | Steinfurt I                         | vom alten Kreis Steinfurt: Elte, Emsdetten, Mesum, Rheine links der Ems, Rheine rechts der Ems |
| 84                          | Steinfurt II                        | vom alten Kreis Steinfurt: Altenberge, Borghorst, Burgsteinfurt, Horstmar, Laer, Metelen, Neuenkirchen, Nordwalde, Ochtrup, Wettringen |
| 85                          | Tecklenburg                         | ehemaliger Kreis Tecklenburg |
| 86*                         | Warendorf – Beckum II               | alter Kreis Warendorf, vom ehemaligen Kreis Beckum: Ennigerloh, Neubeckum sowie die Ämter Oelde und Sendenhorst |
| 87*                         | Beckum I                            | vom ehemaligen Kreis Beckum: Ahlen, Beckum, Heessen sowie das Amt Liesborn-Wadersloh |
| 88                          | Lüdinghausen                        | ehemaliger Kreis Lüdinghausen |
| 89                          | Münster-Land                        | ehemaliger Kreis Münster |
| 90                          | Münster-Stadt I                     | Kreisfreie Stadt Münster (südwestl. Teil) |
| 91                          | Münster-Stadt II                    | Kreisfreie Stadt Münster (nordöstl. Teil) |
| 92                          | Coesfeld                            | alter Kreis Coesfeld |
| 93*                         | Recklinghausen-Land I               | vom alten Kreis Recklinghausen: Ahsen, Datteln, Flaesheim, Haltern, Oer-Erkenschwick sowie die Ämter Haltern (ohne Lippramsdorf) und Waltrop |
| 94*                         | Recklinghausen-Land II              | vom alten Kreis Recklinghausen: Hamm und Marl, vom Amt Haltern die Gemeinde Lippramsdorf sowie vom Amt Hervest-Dorsten die Gemeinde Wulfen |
| 95*                         | Recklinghausen-Land III             | vom alten Kreis Recklinghausen: Altendorf-Ulfkotte, Herten, Kirchhellen, Polsum, Westerholt und das Amt Hervest-Dorsten (ohne Wulfen) |
| 96                          | Recklinghausen-Stadt                | ehemals kreisfreie Stadt Recklinghausen |
| 97                          | Gladbeck                            | ehemals kreisfreie Stadt Gladbeck |
| 98                          | Bottrop                             | Kreisfreie Stadt Bottrop (altes Stadtgebiet) |
| 99                          | Gelsenkirchen I                     | Teile von Gelsenkirchen |
| 100                         | Gelsenkirchen II                    | Teile von Gelsenkirchen |
| 101                         | Gelsenkirchen III                   | Teile von Gelsenkirchen |
| Regierungsbezirk Arnsberg   |                                     | |
| 102                         | Wanne-Eickel                        | ehemals kreisfreie Stadt Wanne-Eickel |
| 103                         | Herne                               | Kreisfreie Stadt Herne (altes Stadtgebiet) |
| 104                         | Wattenscheid                        | ehemals kreisfreie Stadt Wattenscheid |
| 105                         | Bochum I                            | Teile von Bochum |
| 106                         | Bochum II                           | Teile von Bochum |
| 107                         | Bochum III                          | Teile von Bochum |
| 108                         | Castrop-Rauxel                      | ehemals kreisfreie Stadt Castrop-Rauxel |
| 109                         | Dortmund I                          | Teile von Dortmund |
| 110*                        | Dortmund II                         | Teile von Dortmund |
| 111*                        | Dortmund III                        | Teile von Dortmund |
| 112                         | Dortmund IV – Lünen                 | Teile von Dortmund, ehemals kreisfreie Stadt Lünen |
| 113                         | Dortmund V                          | Teile von Dortmund |
| 114                         | Dortmund VI                         | Teile von Dortmund |
| 115*                        | Unna I                              | vom alten Kreis Unna: Bergkamen, Bönen, Pelkum, Rhynern, Uentrop |
| 116*                        | Unna II                             | vom alten Kreis Unna: Fröndenberg, Holzwickede, Kamen, Unna, von der Stadt Lünen der Stadtteil Niederaden |
| 117                         | Hamm                                | Kreisfreie Stadt Hamm |
| 118*                        | Soest                               | alter Kreis Soest |
| 119                         | Lippstadt                           | ehemaliger Kreis Lippstadt, vom ehemaligen Kreis Arnsberg das Amt Warstein |
| 120                         | Arnsberg                            | ehemaliger Kreis Arnsberg ohne das Amt Warstein |
| 121*                        | Iserlohn-Land I                     | vom ehemaligen Kreis Iserlohn: Hohenlimburg, Letmathe, Schwerte, vom Amt Menden (Sauerland) die Gemeinden Bösperde und Halingen sowie die Ämter Ergste und Westhofen                                                                                |
| 122*                        | Iserlohn-Stadt – Iserlohn-Land II   | ehemals kreisfreie Stadt Iserlohn, vom ehemaligen Kreis Iserlohn: Menden (Sauerland), vom Amt Menden (Sauerland) die Gemeinden Lendringsen, Oesbern, Schwitten und Sümmern, sowie das Amt Hemer                                                     |
| 123                         | Hagen I                             | Kreisfreie Stadt Hagen (westl. Teil) |
| 124                         | Hagen II                            | Kreisfreie Stadt Hagen (östl. Teil) |
| 125                         | Witten                              | ehemals kreisfreie Stadt Witten |
| 126                         | Ennepe-Ruhr-Kreis I                 | vom Ennepe-Ruhr-Kreis: Ennepetal, Gevelsberg, Schwelm sowie die ehemaligen Ämter Breckerfeld und Haßlinghausen |
| 127                         | Ennepe-Ruhr-Kreis II                | vom Ennepe-Ruhr-Kreis: Hattingen, Herbede, Herdecke, Wetter (Ruhr), ehemalige Ämter Blankenstein, Hattingen-Land, Volmarstein |
| 128*                        | Lüdenscheid I                       | vom ehemaligen Kreis Lüdenscheid: Altena, Herscheid, Meinerzhagen, Nachrodt-Wiblingwerde, Neuenrade, Plettenberg, Werdohl |
| 129*                        | Lüdenscheid II                      | vom ehemaligen Kreis Lüdenscheid: Halver, Kierspe, Lüdenscheid, Schalksmühle |
| 130*                        | Olpe                                | Kreis Olpe |
| 131*                        | Siegen I                            | vom alten Kreis Siegen: Freudenberg und Siegen (einschließlich der ehemaligen Städte Eiserfeld und Hüttental), von der Stadt Kreuztal die Stadtteile Mittelhees und Oberhees                                                                        |
| 132*                        | Siegen II                           | vom alten Kreis Siegen: Burbach, Hilchenbach, Kreuztal (ohne Mittelhees und Oberhees), Netphen, Neunkirchen und Wilnsdorf |
| 133*                        | Meschede – Wittgenstein             | ehemaliger Kreis Meschede, ehemaliger Kreis Wittgenstein |
| 134                         | Brilon                              | ehemaliger Kreis Brilon |
| Regierungsbezirk Detmold    |                                     | |
| 135                         | Büren – Warburg                     | ehemaliger Kreis Büren, ehemaliger Kreis Warburg |
| 136                         | Höxter                              | alter Kreis Höxter |
| 137*                        | Paderborn I                         | alter Kreis Paderborn ohne Amt Delbrück |
| 138*                        | Gütersloh I – Paderborn II          | vom Kreis Gütersloh: Harsewinkel, Herzebrock, Langenberg, Rheda-Wiedenbrück, Rietberg, vom alten Kreis Paderborn das Amt Delbrück |
| 139*                        | Gütersloh II                        | vom Kreis Gütersloh: Gütersloh, Schloß Holte-Stukenbrock, Verl |
| 140*                        | Gütersloh III – Bielefeld-Stadt III | vom Kreis Gütersloh: Borgholzhausen, Halle, Steinhagen, Versmold, Werther, Teile von Bielefeld |
| 141*                        | Bielefeld-Stadt I                   | Kreisfreie Stadt Bielefeld |
| 142*                        | Bielefeld-Stadt II                  | Kreisfreie Stadt Bielefeld |
| 143*                        | Herford I                           | vom Kreis Herford: Enger, Herford, Hiddenhausen, Vlotho (ohne Uffeln) |
| 144*                        | Herford II                          | vom Kreis Herford: Bünde, Kirchlengern, Löhne, Rödinghausen, Spenge |
| 145*                        | Minden-Lübbecke I                   | vom Kreis Minden-Lübbecke: Espelkamp, Hüllhorst, Lübbecke, Preußisch Oldendorf, Rahden und Stemwede (ehemaliger Kreis Lübbecke) |
| 146*                        | Minden-Lübbecke II                  | vom Kreis Minden-Lübbecke: Minden, Petershagen, von Hille die Ortsteile Oberlübbe, Rothenuffeln und Unterlübbe sowie von Porta Westfalica der Stadtteil Barkhausen (nordöstlicher Teil des ehemaligen Kreises Minden)                               |
| 147*                        | Minden-Lübbecke III                 | vom Kreis Minden-Lübbecke: Bad Oeynhausen, Hille (ohne Oberlübbe, Rothenuffeln und Unterlübbe) und Porta Westfalica (ohne Barkhausen), von der Stadt Vlotho (Kreis Herford) der Stadtteil Uffeln (südwestlicher Teil des ehemaligen Kreises Minden) |
| 148*                        | Lippe I                             | vom Kreis Lippe: Augustdorf, Detmold, Horn-Bad Meinberg, Lügde, Schlangen, Schieder-Schwalenberg (ehemaliger Kreis Detmold) |
| 149*                        | Lippe II                            | vom Kreis Lippe: Lage, Leopoldshöhe, Oerlinghausen, Bad Salzuflen (westlicher Teil des ehemaligen Kreises Lemgo) |
| 150*                        | Lippe III                           | vom Kreis Lippe: Barntrup, Blomberg, Dörentrup, Extertal, Kalletal, Lemgo (östlicher Teil des ehemaligen Kreises Lemgo) |